# Rondisme
Le rondisme est un terme que l'on associe aux écrivains, poètes et artistes proches de la revue italienne La Ronda (1919-1923) fondée par Vincenzo Cardarelli.